# Foi na Travessa da Palha
Foi na travessa da palha é uma canção portuguesa, com letra de Gabriel de Oliveira e musicada por Frederico de Brito, interpretada orignialmente pela fadista Lucília do Carmo, em género de fado, em 1958.
Fado castiço por natureza, emblema do fado lisboeta, o tema é recorrende no fado, ou seja, os dissabores amorosos. Desta feita, tratado de forma mais alegre, relata um competição entre fadistas por um amante gingão, numa das velhas tascas ou tabernas lisboetas, denominada por «taberna de friagem». Entre o repertório de Lucília do Carmo, a par de Maria Madalena, este é o fado mais emblemático da sua carreira como fadista, que a levou, inclusive, ao Brasil.
No filme Fados, do espanhol Carlos Saura, Lucília é recordada por Lila Downs com a sua interpretação deste mesmo fado, com pronúncia vagamente castelhana, colocando a música novamente na roda do fado contemporâneo. O fado foi também interpretado pela fadista Cidália Moreira.

## Outros intérpretes
- Lila Downs
- Cidália Moreira
- Diamantina
- Aviva Semadar